# Das Phantom – Die Jagd nach Dagobert
Das Phantom – Die Jagd nach Dagobert ist ein Kriminalfilm des Regisseurs Roland Suso Richter aus dem Jahr 1994. Er basiert auf den Kaufhauserpressungen des als „Dagobert“ bekannt gewordenen Erpressers Arno Funke.

## Handlung
Hauptkommissar Paule Pietsch bekommt nach einer Explosion in einem Kaufhaus und einer eingegangenen Erpressung den Auftrag, Jagd auf Dagobert zu machen. Doch durch interne Reibereien hält sich die Polizei selbst bei den Ermittlungen auf und Dagobert gelingt es, die Polizisten bei Geldübergaben zu übertölpeln.

## Kritiken
„Dieter Pfaff bringt den Wahnwitz der Polizeiarbeit glaubhaft rüber.“

## Hintergrund
Gespielt wird Dagobert von Klaus Funke, einem Cousin des wahren Erpressers Arno Funke. Letzterer wurde einen Tag nach Fertigstellung des Drehbuchs gefasst, worauf das Ende des Films geändert wurde.

## DVD-Veröffentlichung
Der Film wurde im August 2017 von dem Unternehmen Pidax film media Ltd. mit Sitz in Riegelsberg erstmals auf DVD veröffentlicht.